# DRIVING FORCE
『DRIVING FORCE』（ドライヴィング・フォース）は、日本の歌手・郷ひろみが1989年6月1日にCBS・ソニーから発売した25枚目のオリジナルアルバムである。

## 内容
前作『MY SELF〜Sincerely yours』から約2年1ヶ月ぶり、オリジナルアルバムとしては前作『LOVE of FINERY』から2年2ヶ月ぶりの作品。
共同プロデューサーに吉田健を迎えて制作された。

## 収録曲
1. 都会はBABY BLUE [4:22]
作詞：郷ひろみ
作曲：岩田雅之
編曲：吉田健
ストリングスアレンジ：武川雅寛
タイトルは都会と書いて「まち」と読む。
2. あの夏の日 [3:59]
作詞：郷ひろみ
作曲：岩田雅之
編曲：吉田健
59thシングルのカップリング曲。
3. 最終便にまにあえば [4:21]
作詞：郷ひろみ
作曲：塩塚博
編曲：難波正司
59thシングルの表題曲。
4. GIRL! [4:30]
作詞・作曲：郷ひろみ
編曲：吉田健
5. I WANNA DANCE TONIGHT [4:07]
作詞・作曲：郷ひろみ
編曲：吉田健
6. YOU ARE SUCH A… [4:09]
作詞・作曲：郷ひろみ
編曲：吉田健
7. MY HOMETOWN [3:55]
作詞：高柳恋
作曲：岩田雅之
編曲：吉田健
ホーンアレンジ：Akihiro Suketani
8. さいはてBLUE WAVE BAY [4:53]
作詞：郷ひろみ
作曲：山崎稔
編曲：吉田健
9. 変わらない朝 [3:12]
作詞：高柳恋
作曲：岩田雅之
編曲：吉田健
10. NEVER TO SAY GOOD-BYE [5:37]
作詞：郷ひろみ
作曲：山崎稔
編曲：吉田健
ストリングスアレンジ：武川雅寛
ホーンアレンジ：Akihiro Suketani

## 参加ミュージシャン
- 郷ひろみ：Vocal (全曲) & Chorus (#2,4,5,6)

Additional Musicians
- 吉田健：Programmed (#1,2,4〜10)
- 北城浩志：Programmed (#1,2,4,7〜10)
- 小滝満：Programmed (#1,2,4〜10)、Keyboards (#5,6)
- 石川鉄男：Programmed (#3)
- 佐橋佳幸：Guitar (#1,2,4〜6,8,10)
- 逆井治：Guitar (#4,7,9)
- 松原正樹：Guitar (#3)
- 国吉良一：Keyboards (#1,2,4,7〜10)
- 難波正司：Keyboards (#3)
- 村上"ポンタ"秀一：Drums (#1,2,4,5,7〜10)
- ヤヒロトモヒロ：Percussion (#1,2,7,10)
- 加藤JOEグループ：Strings (#1,10)
- 吉野弘志：Double Bass (#5)
- 包国充：Alto Saxophone (#2)、Tenor Saxophone (#7)、Saxophone (#10)
- ジェイク・コンセプション：Saxophone (#3)
- 吉永寿：Saxophone (#10)
- 渕野繁雄：Saxophone (#10)
- 池谷暁宏：Trombone (#7,10)
- 村上こうよう：Trombone (#10)
- 兼崎順一：Trumpet (#7,8,10)
- 小林正弘：Trumpet (#10)
- 新倉芳美：Chorus (#2〜5,8〜10)
- 比山貴咏史：Chorus (#3,8,10)
- 木戸やすひろ：Chorus (#3,8,10)
- 高野とし：Chorus (#4,5,9)
- 岩田雅之：Chorus (#1,7)
- 嶋田徹：Chorus (#2)

## タイアップ
- テレビ朝日系列音楽番組『郷ひろみの宴ターテイメント』テーマソング (#3)